# Stewartov otok / Rakiura
Stewartov otok (maorsko Rakiura, dobesedno 'žareče nebo', uradno Stewartov otok / Rakiura) je tretji največji novozelandski otok, ki leži 30 kilometrov južno od Južnega otoka, čez Foveauxov preliv. Je približno trikoten otok s skupno površino 1746 km². Njegovo 164-kilometrsko obalo globoko nagubajo Paterson Inlet (vzhod), Port Pegasus (južno) in Mason Bay (zahod). Otok je na splošno hribovit (na gori Anglem se dviga do 980 metrov) in gosto gozdnat. Ptice, ki ne letijo, vključno s pingvini, uspevajo, ker je vnesenih plenilcev malo. Skoraj ves otok je v lasti novozelandske vlade, več kot 80 odstotkov otoka pa je namenjenega narodnemu parku Rakiura.
Gospodarstvo otoka Stewart je odvisno od ribolova in poletnega turizma. Njegovo stalno prebivalstvo je bilo v popisu leta 2018 zabeleženo pri 408 ljudeh, večina jih živi v naselju Oban na vzhodni strani otoka. Trajekti povezujejo naselje z Bluffom na Južnem otoku. Stewartov otok je del okrožja Southland za namene lokalne uprave.

## Zgodovina in poimenovanje
Arheologija kaže, da je bil Stewartov otok  naseljen v 14. stoletju, kmalu po tem, ko so Maori naselili Južni otok.
Prvotno maorsko ime, Te Punga o Te Waka a Māui, postavlja Stewartov otok trdno v osrčje maorske mitologije. Prevedeno kot »Sidrni kamen Māuijevega kanuja« se nanaša na vlogo otoka v legendi o Māuiju in njegovi posadki, ko so iz svojega kanuja, Južnega otoka, ujeli in vzgojili veliko ribo, Severni otok.
Rakiura je splošno znano maorsko ime. Običajno se prevaja kot 'žareče nebo', sklicevanje na aurora australis, južni sij, ki je pojav južnih zemljepisnih širin.
Za nekatere je Rakiura skrajšana različica Te Rakiura a Te Rakitamau, prevedena kot 'velika rdečica Rakitamaua', v zvezi s slednjim v zadregi, ko je zavrnil roko v zakonu ne ene, ampak dveh hčera otoškega poglavarja. Po maorski legendi je bil poglavar na otoku po imenu Te Rakitamau poročen z mlado žensko, ki je neozdravljivo zbolela in ga je po njeni smrti rotila, naj se poroči z njeno sestrično. Te Rakitamau je veslala čez Te Moana Tapokopoko a Tawhiki (ožino Foveaux) do Južnega otoka, kjer je živela sestrična, samo da bi ugotovila, da se je pred kratkim poročila. Zardel je od zadrege; zato se je otok imenoval Te Ura o Te Rakitamau.
Margaret Cameron-Ash trdi, da je James Cook ugotovil otoško lego Stewartovega otoka med svojim prvim tihooceanskim potovanjem leta 1770, vendar se je odločil skriti svoje odkritje zaradi vojaške in kolonialne politike. Vendar G. A. Mawer trdi, da Cook preprosto ni bil prepričan, ali gre za otok, ker je bil osredotočen na iskanje južnega obsega Nove Zelandije, pogoji pa so bili neugodni za natančnejše raziskovanje morebitnega preliva.
Preliv je prvi začrtal Owen Folger Smith, Newyorčan, ki je bil v sydneyjskem pristanišču z Eber Bunkerjem, od katerega je verjetno izvedel za lov na tjulnje. Smith je leta 1804 začrtal preliv v kitolovcu Union (iz New Yorka), na njegovi karti iz leta 1806 pa se je imenoval Smithov preliv.
Otok je dobil angleško ime v čast Williamu W. Stewartu. Bil je prvi častnik na ladji Pegasus, ki ga je obiskala leta 1809, in je začrtal veliko jugovzhodno pristanišče, ki zdaj nosi ime ladje (Port Pegasus), in določil severne točke otoka, kar dokazuje, da je otok. Leta 1824 je v Angliji sprožil načrte za ustanovitev naselbine za trgovanje z lesom in lanom na Stewartovem otoku ter tja odplul leta 1826 in postal znan kot Stewartov otok.
Leta 1841 je bil otok ustanovljen kot ena od treh provinc Nove Zelandije in so ga poimenovali New Leinster. Vendar je pokrajina obstajala le na papirju in je bila ukinjena že po petih letih. S sprejetjem ustavnega zakona Nove Zelandije leta 1846 je otok postal del New Munsterja, ki je v celoti vključeval Južni otok. Ko je bil leta 1853 ukinjen New Munster, je Stewartov otok postal del province Otago do leta 1861, ko se je provinca Southland odcepila od Otaga. Leta 1876 so bile province popolnoma ukinjene.
Večino 20. stoletja je bilo uradno in najpogosteje uporabljeno ime Stewartov otok. Ime je bilo uradno spremenjeno v Stewartov otok / Rakiura z zakonom o poravnavi zahtevkov Ngāi Tahu iz leta 1998, ki je ena od mnogih takšnih sprememb v okviru pogodbene poravnave Ngāi Tahu..
Leta 1943 so na otok prinesli zajce, ki so pozneje po hitrem razmnoževanju postali škodljivci.

## Geografija
Stewartov otok ima površino 1680 kvadratnih kilometrov. Njegov teren je hribovit in tako kot večina Nove Zelandije ima Stewartov otok oceansko podnebje. Na severu prevladuje močvirnata dolina reke Freshwater. Reka izvira blizu severozahodne obale in teče proti jugovzhodu v veliko vdolbino zaliva Paterson. Najvišji vrh je Mount Anglem (980 metrov), blizu severne obale. Je eden od robov grebenov, ki obdajajo sladkovodno dolino.
Južna polovica je bolj enakomerno valovita in se dviga do grebena, ki poteka južno od doline reke Rakeahua, ki se prav tako izliva v zaliv Paterson. Najjužnejša točka v tem grebenu je Mount Allen, na 750 metrih. Pomembna kamnita dvojčka v tej regiji sta znani kot Gog in Magog. Na jugovzhodu je dežela nekoliko nižja in jo odvajajo doline reke Toitoi, reke Lords in reke Heron. South West Cape na tem otoku je najjužnejša točka glavnih otokov Nove Zelandije.
Mason Bay na zahodni strani je opazen kot dolga peščena plaža na otoku, kjer so plaže običajno veliko bolj razgibane. Eden od predlogov je, da je zaliv nastal v popotresnem sunku trka meteorita v [[Tasmanovo morje|Tasmanovem morju]g; vendar ni bilo najdenih nobenih dokazov, ki bi podpirali takšno trditev.
Trije veliki in številni majhni otoki ležijo okoli obale. Med temi so pomembni otok Ruapuke v Foveauxovem prelivu 32 kilometrov severovzhodno od Obana; otok Codfish, blizu severozahodne obale in Big South Cape Island, ob jugozahodni konici. Skupina otokov Titi / Muttonbird je med Stewartovim otokom in otokom Ruapuke, okoli otoka Big South Cape in ob jugovzhodni obali. Drugi zanimivi otoki so Bench Island, Native Island in Ulva Island, vsi blizu ustja Patersonovega zaliva in Pearl Island, Anchorage Island in Noble Island, blizu Port Pegasusa na jugozahodu. Dlje od obale so oceanski otoki Snares, vulkan in nekaj manjših otočkov, ki nikoli niso bili povezani z večjim Stewartovim otokom.
Stewartov otok ima zmerno podnebje. Vendar en turistični vodnik omenja »pogoste nalive, zaradi katerih so 'škornji in nepremočljiva oblačila obvezni'«, drugi vodnik pa pravi, da je v Obanu, glavnem naselju, padavin 1600 do 1800 mm na leto.
Zaradi anomalije v konturah magnetne zemljepisne širine je ta lokacija primerna za opazovanje avstralskega sijaja.
Pred približno 18.000 leti v času zadnjega ledeniškega maksimuma, ko je bila morska gladina več kot 100 metrov nižja od današnje, so bili otok Stewart in njegovi okoliški otoki povezani s preostalo Novo Zelandijo. Gladina morja se je začela dvigovati pred 7000 leti in sčasoma ločila Stewartov otok od celine.

### Geologija
Geološko je Stewartov otok sestavljen iz kamnin iz srednjega batolita. Otok je večinoma sestavljen iz granita, zlasti južni dve tretjini otoka. Severna tretjina (severno od preloma Freshwater Valley) je sestavljena iz dioritov kompleksa Anglem, manjšega števila gabra in granita ter številnih pegmatitov. Sladkovodna dolina vmes je v glavnem naplavina in vulkanski sediment.

## Mednarodno svetišče temnega neba
Januarja 2019 je Mednarodno združenje temnega neba akreditiralo Stewartov otok kot svetišče temnega neba. Ta oznaka je dodeljena območjem na zelo oddaljenih lokacijah, da bi povečali ozaveščenost o njihovih značilnostih temnega neba in spodbujali dolgoročno ohranjanje. Vlogo za akreditacijo je vložila agencija Venture Southland, odgovorna za pobude za gospodarski in skupnostni razvoj regije ter promocijo turizma, z namenom pritegniti več obiskovalcev, zlasti v zimskem obdobju.

## Ekologija

### Rastlinstvo
Čeprav glinasta tla niso zelo rodovitna, je zaradi velike količine padavin in toplega vremena otok povsod poraščen z gostimi gozdovi. Domače rastline vključujejo najjužnejši gost gozd podokarpov (Podocarpaceae) (južnih iglavcev) na svetu in trdega lesa, kot sta rātā (Metrosideros umbellata) in kāmahi (Pterophylla racemosa) v nižinskih območjih z grmičevjem mānuka (Leptospermum scoparium) na višjih nadmorskih višinah. Drevesa naj bi se tu ustalila od zadnje ledene dobe iz semen, ki so jih čez preliv prinesle morske ptice, kar bi pojasnilo, zakaj so bukve, ki so tako pogoste na Novi Zelandiji, a katerih semena raznaša veter in ne ptice, ne najdemo na Stewartovem otoku.
Noeline Baker je v zgodnjih 1930-ih kupila zemljišče v bližini zaliva Halfmoon in ga s kontrolnim seznamom botanika Leonarda Cockayna naselila z vsemi lokalnimi avtohtonimi rastlinami. Leta 1940 je zemljišče in svojo hišo dala vladi in danes je Moturau Moana najjužnejši javni vrt na Novi Zelandiji.

### Živalstvo
Na otoku Stewartovem otoku je veliko vrst ptic, ki so lahko še naprej uspevale zaradi relativne odsotnosti mačk, podgan, podlasic, belih dihurjev in drugih plenilcev, ki so jih ljudje prinesli na glavne otoke. Na The Snares in drugih manjših otokih na morju je še več vrst ptic, vključno z ogromnimi kolonijami sajastih strigalk (Ardenna grisea) in drugih morskih ptic. Ptice Stewartovega otoka so weka (Gallirallus australis), kākā (Nestor meridionalis), albatrosi, neleteči kivi Stewartovega otoka (Apteryx australis), srebrnooke (Zosterops lateralis), pahljačasti ptič (Rhipidura fuliginosa) in kererū (Hemiphaga novaeseelandiae). Ogroženi rumenooki pingvin (Megadyptes antipodes) ima tukaj precejšnje število mest za razmnoževanje, medtem ko so velike kolonije sajastih strigalk na morju Muttonbird Islands predmet muttonbirdinga, trajnostnega programa nabiranja jajc, ki ga upravljajo Rakiura Māori. Medtem je bila leta 1977 na Stewartovem otoku najdena majhna populacija kakapojev, neleteče papige, ki je zelo blizu izumrtju, in ptice so se nato preselile na manjše otoke (Codfish Island) za zaščito pred divjimi mačkami. Podobno je ohranjen tudi južni otoški sedlar  (Philesturnus carunculatus). Stewartov otok je edino preostalo gnezditveno mesto kritično ogroženega južnega novozelandskega Charadrius obscurus obscurus.
Na otoku se je pojavila orjaška moa (Dinornis robustus) z Južnega otoka, subfosilne ostanke pa so našli na sipinah.

### Grožnje in ohranjanje
Ker je bil otok vedno redko poseljen in nikoli ni bilo veliko sekanja, je večina prvotnih prostoživečih živali nedotaknjenih, vključno z vrstami, ki so bile po kolonizaciji opustošene na celini. Čeprav habitatov in prostoživečih živali v preteklosti niso ogrožale invazivne vrste, zdaj obstajajo populacije oposumov (Trichosurus vulpecula), divjih mačk, ježev in treh vrst podgan, ne pa tudi miši. Obstaja velika populacija belorepih jelenov, ki so bili vneseni v obalna območja in se lovijo za meso in šport. Obstaja tudi majhna populacija navadnega jelena, ki je omejena na celinska območja. Skoraj ves otok je v lasti novozelandske vlade in več kot 80 odstotkov otoka je namenjenega narodnemu parku Rakiura, najnovejšemu narodnemu parku Nove Zelandije. Številni majhni otoki na morju, vključno Snares, so prav tako zavrovani.